# To My Star
To My Star (Coreano: 나의 별에게; RR: na-eui byeol-e-ge) é uma série dramática sul-coreana de 2020 dirigida por Hwang Da-Seul e produzida por Inu Baek que retrata a história de amor entre o ator Kang Seo Joon (Son Woo-Hyun), que sempre desvia da mesmice, e o chef Han Ji-Woo (Kim Kang-Min), que não quer se desviar do "caminho certo".

## Sinopse
1 temporada - O ator Kang Seo-Joon (Son Woo-Hyun) já foi uma das maiores e mais populares estrelas da Coreia do Sul, mas sua carreira está em declínio. Mas apesar de sua queda na popularidade, ele acredita que teve uma mudança de sorte quando conheceu e se apaixonou por um jovem e arrojado chef chamado Han Ji-Woo (Kim Kang-Min). Apesar de terem personalidades totalmente diferentes, os dois começam um relacionamento. Mas o amor deles fica ameaçado quando o mais conservador Han Ji-Woo e o de espírito livre Kang Seo-Joon percebem que sua visão da vida, do amor e de tudo o mais parece irrevogavelmente diferente.
2 temporada - Após sua carreira ter uma reviravolta negativa, uma das estrelas mais brilhantes da Coreia do Sul, Kang Seo Joon(Son Woo Hyun), ficou com medo de nunca mais ser feliz. Mas depois que um encontro casual traz o talentoso chefe de cozinha Jan Ji Woo(Kim Kang Min) para sua vida, Seo Joon teve certeza que sua sorte estava prestes a mudar.
Apesar das suas diferenças de personalidades, o chefe de cozinha e a celebridade se viram incapazes de resistir aos encantos um do outro. Perdidamente apaixonados, Seo Joon e Ji Woo acreditam que finalmente encontraram o final feliz. Mas a felicidade deles dura pouco quando um deles desaparece, deixando nada além de um bilhete para trás.

## Elenco
- Kang Seo-Joon por Son Woo-hyun
- Han Ji-Woo por Kim Kang-min
- Kim Hyung-Ki por Jae Hyun-kong
- Kim Pil-Hyun por Jeon Jae-yeong
- Baek Ho-Min por Kim Jin-kwon
- Lee Yoon-Seul por Ji Won-han
- Yang In-Woo por Jo Han-joon

## Original soundtrack
A trilha sonora da série foi lançada em 5 de março de 2021.
| To My Star (Original Television Soundtrack) |                                  |                |         |  |
| N.º                                         | Título                           | Artist         | Duração |  |
| 1.                                          | "I'll Be There"                  | Johnny         | 3:10    |  |
| 2.                                          | "I'll Be There" (Korean Version) | NewKidd        | 3:11    |  |
| 3.                                          | "To My Star"                     | Woo Hyun Son   | 3:33    |  |
| 4.                                          | "I Want To Love You"             | NewKidd        | 3:28    |  |
| 5.                                          | "I'll Be There" (Inst.)          | Johnny         | 3:11    |  |
| Duração total:                              | Duração total:                   | Duração total: | 16:31   |  |